# Hady Habib
Hady Habib (arabisch هادي حبيب; geboren 21. August 1998 in Houston, Texas, Vereinigte Staaten) ist ein libanesischer Tennisspieler.

## Karriere

### Junior Tour und College
Hady Habib begann im Alter von 9 Jahren im Beiruter Vorort Mtaileb mit dem Tennisspielen. Als Habib 12 war zog die Familie wegen seiner Tennisambitionen wieder in die USA. Er besuchte dort die Highschool „Giammalva Elite Tennis Academy“, wo neben dem Unterricht Tennistraining einen Schwerpunkt bildete. Außerdem trainierte er an der renommierten IMG Academy.
Habib spielte zwischen 2013 und 2015 über 70 Matches auf der ITF Junior Tour und er erreichte Platz 77 der Jugend-Weltrangliste. Am College der Texas A&M University studierte er ab 2016 Sportmanagement und schloss das Studium 2021 mit dem Bachelor ab. Er spielte für das College-Tennis-Team.

### Profilaufbahn
Ab 2015 spielte Habib zunächst vor allem Turniere der drittklassigen ITF Future Tour. 2017 konnte er in Sri Lanka seinen ersten Future-Titel im Doppel gewinnen, im Folgejahr folgte ein Einzeltitel in Tunesien. Bis 2023 sicherte er sich zehn weitere Future-Titel, darunter einer im Doppel. 2022 stand er im mexikanischen San Luis Potosi erstmals im Hauptfeld eines Challengerturniers. 2023 kam er im Einzel des Challengers von Karlsruhe erstmals ins Viertelfinale, wo er gegen Timofei Skatow ausschied. In der Weltrangliste kam er so im Einzel am Jahresende auf Platz 302.
Im Mai 2024 kam er im brasilianischen Santos sowohl im Einzel als auch im Doppel in sein erstes Challengerfinale. Nachdem er im Einzel verloren hatte, trat er zum darauffolgenden Doppelfinale verletzungsbedingt nicht mehr an. Bei drei Challengerturnieren, die er im Juni 2024 spielte, sicherte er sich an der Seite von Trey Hilderbrand in Santa Fe, Lima und Santa Cruz den Titel. In beiden Wertungen stand Habib Mitte 2024 auf seinem Karrierehoch um Platz 300.
Habib besitzt die US-amerikanische und die libanesische Staatsbürgerschaft, tritt aber seit Beginn seiner Karriere unter libanesischer Flagge an. Bei den olympischen Spielen 2024 wurde Habib neben Benjamin Hassan im Herrendoppel eingesetzt; sie wurden von der ITF einen Monat vor dem Turnierstart eingeladen. Nach der verletzungsbedingten Absage von Hubert Hurkacz rückte er außerdem auch als Alternativspieler in die Einzelkonkurrenz nach. Bei beiden Turnieren musste er eine Erstrundenniederlage einstecken: im Einzel war sein Gegner der frühere Weltranglistenerste und spätere Silbermedaillengewinner Carlos Alcaraz, im Doppel verloren er und Hassan gegen die Goldmedaillengewinner Matthew Ebden und John Peers aus Australien. Es war das erste Mal, dass Libanesen in der Tenniskonkurrenz der Spiele angetreten waren.

### Davis Cup
Habib spielte ab 2015 in 21 Begegnungen für die libanesische Davis-Cup-Mannschaft. Er gewann 23 seiner 36 Matches (Stand 2024). Habib ging 2018 außerdem im Zuge der Mittelmeerspiele und der Asienspiele für den Libanon an den Start. Dort schied er jeweils früh aus.

## Erfolge
| Legende (Anzahl der Siege) |
| Grand Slam                 |
| ATP Finals                 |
| ATP Tour Masters 1000      |
| ATP Tour 500               |
| ATP Tour 250               |
| ATP Challenger Tour (4)    |

### Einzel

#### Turniersiege
| Nr. | Datum            | Turnier | Belag     | Finalgegner          | Ergebnis        |
| --- | ---------------- | ------- | --------- | -------------------- | --------------- |
| 1.  | 1. Dezember 2024 | Temuco  | Hartplatz | Camilo Ugo Carabelli | 6:4, 6:73, 7:62 |

### Doppel

#### Turniersiege
| Nr. | Datum         | Turnier    | Belag | Partner          | Finalgegner                         | Ergebnis          |
| --- | ------------- | ---------- | ----- | ---------------- | ----------------------------------- | ----------------- |
| 1.  | 8. Juni 2024  | Santa Fe   | Sand  | Trey Hilderbrand | Ignacio Carou Facundo Mena          | 6:75, 6:2, [10:4] |
| 2.  | 15. Juni 2024 | Lima       | Sand  | Trey Hilderbrand | Pedro Boscardin Dias Pedro Sakamoto | 7:5, 6:3          |
| 3.  | 22. Juni 2024 | Santa Cruz | Sand  | Trey Hilderbrand | Finn Reynolds Matías Soto           | 3:6, 6:3, [10:7]  |